# Blastocyste

Aufbau einer Blastozyste

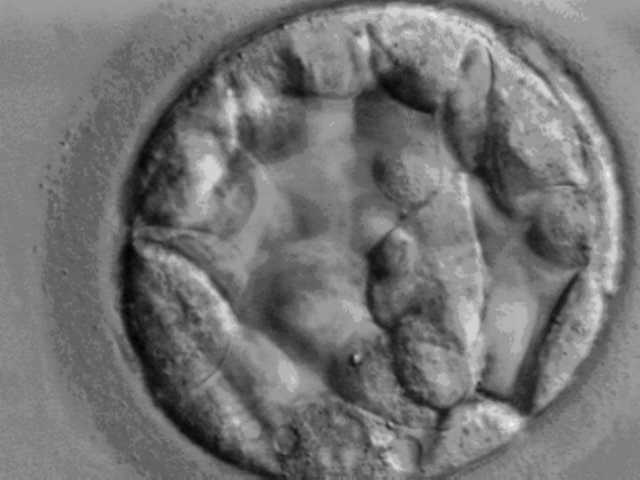
Blastozyste am 5. Tag

Die Blastocyste (wörtlich „Keimblase“, von altgriechisch βλάστη blástē „Keim, Spross, Trieb“ und κύστις kýstis „Blase“), eingedeutscht auch Blastozyste, ist bei den meisten Säugetieren (Beutelsäuger und Höhere Säugetiere) jenes Entwicklungsstadium der Embryogenese, das der Bildung der Morula folgt. Die Entwicklung zur Blastocyste wird als Blastogenese oder Blastulation bezeichnet.
In der Embryogenese des Menschen entwickeln sich hierbei innerhalb des zunächst kompakten Zellgefüges der Morula aus den Interzellularspalten flüssigkeitsgefüllte Interzellularräume, die schließlich ungefähr drei bis vier Tage nach der Befruchtung zur Blastocystenhöhle zusammenfließen und damit die namensgebende Blase bilden. Die Füllung der Interzellularräume mit Flüssigkeit wird durch eine Differenzierung der inneren und äußeren Zellen der Morula bewirkt. Während die inneren Zellen über Gap junctions miteinander in Verbindung stehen, bilden die äußeren Zellen über Tight junctions eine stabile Abgrenzung nach außen und flachen ab. Des Weiteren können sich nur auf den äußeren Zellen Mikrovilli entwickeln. 
Durch diese Polarisation der Zellen wird durch die äußeren Zellen ein aktiver Flüssigkeitsstrom ins Innere der Morula ausgelöst. Infolgedessen bildet sich die Blastozyste, das Volumen in ihrem Inneren steigt an und sie tritt aus der Zona pellucida (Eihülle) aus. Unterstützt wird dieser Vorgang durch eine enzymatische Zersetzung der Zona pellucida. Die inneren Zellen der Morula – der Embryoblast bzw. die innere Zellmasse (IZM) – bleiben dabei nur an einer Seite erhalten (embryonaler Pol), während sich aus den umhüllenden Zellen der Trophoblast bildet – eine schützende Hülle, aus der schließlich Plazenta und Eihäute entstehen werden. Im Stadium der Blastozyste erfolgt bei Säugetieren einschließlich des Menschen die Einnistung (Nidation).
In Blastozysten befinden sich verschiedene Zelltypen, z. B. embryonale Stammzellen (ES-Zellen) oder verschiedene pluripotente Stammzellen. Daraus können unter anderem die ES-Zellen gewonnen werden. Hierbei wird die Blastozyste zerstört. Diese Art der Stammzellengewinnung ist daher ethisch umstritten.